# 2003年伊朗陸軍航空兵部隊伊爾-76墜毀事件
2003年伊朗陸軍航空兵部隊伊爾-76墜毀事件發生2003年2月19日，一架伊留申-76運輸機墜毀在伊朗克爾曼山區附近。這架伊斯蘭革命陸軍航空隊飛機，登記號碼是15-2280，從扎黑丹飛往克爾曼時墜毀於克爾曼東南35公里（22英里）。這架飛機運載伊朗伊斯蘭革命衛隊的成員，伊斯蘭革命衛隊獨立於伊朗軍隊
當飛機從雷達屏幕上消失，墜毀區域發布強風報告。大約在同一時間，該地區村民聽到巨大的爆炸聲。伊朗陸軍航空兵部隊墜機事件仍然是伊朗史上最致命的空難。